# Matte painting
 (octobre 2021).
Le matte painting ou peinture sur cache, ou verre peint, est un procédé cinématographique qui consiste à placer devant la caméra une plaque de verre sur laquelle a été peint un élément du décor. La plaque de verre comportant des espaces vides (non peints), une scène réelle peut être filmée au travers de ces espaces vides. On compose ainsi une image faite d'une partie réelle et d'une partie peinte.
En France, la profession concernée est le peintre de caches selon le journal officiel du 15 septembre 2006.
Ce système est très économique car il permet d'étendre à l'infini les arrière-plans ou les avant-plans sans avoir à construire des décors pharaoniques, c'est-à-dire en trois dimensions ou même à échelle réduite.
Dès les années 1930, il a été largement utilisé dans les films à caractère fantastique et de science-fiction car il permet de laisser libre cours à la créativité et à l'imaginaire. Plus récemment, la saga Star Wars a eu recours à ce procédé.
De nos jours, le matte painting est produit numériquement.
Il ne faut pas confondre le matte painting avec le procédé cousin, le cache/contre-cache mobile, appelé en anglais travelling matte.

## Technique
L'une des premières applications remonte à 1907 pour un film de Norman Dawn Missions of California, aujourd'hui en partie disparu. Par la suite, il convient de citer par exemple les plans dessinés de la séquence de la cité perdue dans King Kong, le plan introductif du palais de Xanadu dans Citizen Kane, les paysages extraterrestres dans Planète interdite, les vues du mont Rushmore qui apparaissent dans La Mort aux trousses, etc.
Traditionnellement, l'opération se fait en deux temps :
1. un artiste peintre, travaillant d'après un dessin exécuté par le chef décorateur, le reproduit au pastel ou à la peinture acrylique sur une vitre en verre de taille variable (de l'ordre de deux mètres carrés), où des réserves, vierges de peintures, permettent de voir à travers ;
2. une scène réelle, avec éventuellement des éléments de décor en harmonie avec le dessin (par exemple des colonnes sans chapiteau ou des murs sans plafond) est tournée à travers cette vitre peinte disposée entre la caméra et la scène elle-même. Le directeur de la photographie veille à ce que les lumières de la scène réelle se raccordent aux lumières dessinées sur la vitre. La superposition au tournage de ce décor peint et de la scène jouée donne l'illusion qu'il s'agit d'un grand décor reconstitué (dans les exemples donnés, le décor semble être d'une seule pièce, colonnes et chapiteau, murs et plafonds).

On peut aussi filmer séparément ces éléments, notamment si l'installation d'une grande vitre peinte pose un problème d'ordre pratique ou si l'élément factice est animé (dessin animé). Il existe alors trois techniques pour fusionner le tout :
1. La projection avant : l'élément factice filmé auparavant est projeté devant la scène réelle sur une plaque de verre semi-réfléchissante, et l'ensemble est filmé.
2. La rétroprojection : l'élément factice filmé auparavant est projeté derrière la scène réelle (rétroprojection) et l'ensemble est filmé.
3. L’image latente : la scène réelle est filmée avec un cache à l'endroit où l'élément factice doit apparaître, mais cette scène n'est pas développée. Seul un test de cette scène est développé et peut être projeté sur la plaque sur laquelle doit être réalisée la peinture. L'artiste peintre voit exactement les contours du cache et peut ainsi réaliser un matte painting parfaitement calibré. Quand le matte painting est achevé, on réutilise la pellicule non développée, où figure la scène réelle, pour filmer uniquement la peinture. Le film obtenu contient le mélange des deux scènes, directement sur le négatif et sans passer par un procédé de duplication, qui altère l'image argentique. Le procédé de l'image latente est risqué, car la moindre erreur de manipulation endommage le négatif, mais il permet d'obtenir un trucage argentique sans perte de qualité photographique. Par exemple, il a été utilisé pour Le Retour du Jedi.

Le niveau de détail des peintures sur verre dépend de la durée de plan : à moins de quatre secondes l'œil ne s'attarde pas sur les détails, à dix cela devient critique. Une scène diurne demande plus de finesse de réalisation qu'un plan de nuit. De même, le centre de la peinture est plus travaillé que les bords, car l'œil s'y pose naturellement en premier. La qualité finale est garantie par un ajustement précis des contours, de l'éclairage, et par le fait qu'on porte son attention sur l'action (qui est réellement filmée), plus que sur le décor.
Les scènes incorporées dans des matte paintings peuvent elles-mêmes avoir déjà été travaillées et contenir des effets spéciaux. Ainsi, dans Le Retour du Jedi, une  des dernières scènes montrant les Ewoks dansant dans les arbres autour de feux de joie, fait appel à trois étapes différentes, car il n'était pas envisageable de faire danser les acteurs dans leurs costumes de fourrure devant un feu.
1. Les acteurs jouant les Ewoks ont été filmés devant un écran bleu.
2. Les feux ont été filmés à part et incorporés à cette première prise de vues.
3. Un matte painting représentant la forêt a été gratté aux endroits appropriés pour incruster les scènes par rétroprojection.

De nos jours, les matte paintings sont réalisés informatiquement, le plus souvent par modélisation 3D, et deviennent de réels décors numériques élaborés parfois directement par des dessinateurs capables de concevoir des images avec les logiciels idoines qui permettent par exemple de combiner des documents photographiques et des surfaces entièrement imaginaires également créées sur support numérique. Il s'agit en fait d'une des nombreuses couches incorporées dans la composition numérique finale d'un effet spécial cinématographique.
L'utilisation de décors sur verre rend la stéréoscopie impossible.

## Exemple illustré
Exemple de Matte Painting, soit sur verre au tournage (prix modéré), soit en postproduction numérique (plus onéreuse). Il est tiré de la série télévisée Sons of Anarchy, quatrième saison. Le « club » des Sons of Anarchy a laissé les cadavres de trafiquants russes — qu’ils ont eux-mêmes abattus — devant le terrain que veut faire bâtir Jacob Hale, un promoteur véreux qui a réussi à se faire élire maire de Charming, aidé en cela par ces trafiquants. Or, Jacob Hale est l’ennemi juré du « club » qu’il veut expulser de sa ville, voire faire exécuter. Ce plan montre le nouveau shérif, le lieutenant Eli Roosevelt (Rockmond Dunbar), qui fait enlever les corps déposés derrière le ruban crime scene. La forêt que le promoteur commence à faire raser domine le lieu. C’est en réalité une peinture (ou un agrandissement photographique), placée près de la caméra, dont les contours se confondent avec les branches de l’arbre situé à gauche du cadre. Cet effet peut aussi être obtenu plus facilement à la finition (conformation image) par incrustation de l'image de la forêt rasée avec un floutage de ses bordures (ce qui est certainement le cas de ce plan né dans l'ère numérique).
S'agissant toujours du même trucage, il faut noter que si le nouveau shérif levait le bras, ce bras disparaîtrait derrière l'image de la forêt rasée, ce qui révèlerait le trucage.

En utilisant le principe de ce vieux trucage, il est aisé de faire apparaître au sommet d'une colline un château médiéval ou une forteresse troyenne, des scènes animées avec acteurs pouvant se dérouler au pied de ces constructions virtuelles.

### Voir également
Quelques exemples commentés de verres peints dans la série Star Wars : Quelques verres peints dans Star Wars